# Les Survivants de la fin du monde
Pour plus de détails, voir Fiche technique et Distribution.
Les Survivants de la fin du monde (Damnation Alley) est un film américain réalisé par Jack Smight et sorti en 1977, adapté du roman Les culbuteurs de l'enfer de Roger Zelazny

## Synopsis
Quelques membres d'une base militaire de l'US Air Force en Californie ont réchappé à la Troisième Guerre mondiale. Ils partent en véhicules de combat blindé à la recherche d'autres survivants sur la Terre ravagée et vont affronter les dangereuses mutations des éléments, de la faune et de la flore engendrées par le cataclysme nucléaire.

## Fiche technique
- Titre original : Damnation Alley
- Titre français : Les Survivants de la fin du monde
- Réalisation : Jack Smight
- Scénario : Alan Sharp et Lukas Heller d'après le roman de Roger Zelazny, Damnation Alley (1969)[Note 1]
- Musique : Jerry Goldsmith
- Photographie : Harry Stradling Jr.
- Son : Bruce Bisenz
- Montage : Frank J. Urioste
- Direction artistique : William Cruse
- Décors : E. Preston Ames
- Costumes : Michael W. Hoffman, Jennifer L. Parsons
- Effets spéciaux : Mitt Rice
- Producteurs : Paul Maslansky, Jerome M. Zeitman
- Sociétés de production : Landers-Roberts-Zeitman Productions (États-Unis), 20th Century Fox (États-Unis)
- Sociétés de distribution : 20th Century Fox (États-Unis, France), Franfilmdis (France)
- Pays d'origine :  États-Unis
- Langue originale : anglais
- Format : couleur (DeLuxe) — 35 mm — 2.35:1 (Panavision) — Stéréo 360°
- Genre : science-fiction, fantastique
- Durée : 91 minutes
- Date de sortie :
  - États-Unis : 21 octobre 1977
- (fr) Classification et visa CNC : mention « tous publics avec avertissement », visa d'exploitation délivré le 24 mars 1978

## Distribution
- George Peppard (VF : Jean-Claude Michel) : Denton
- Jan-Michael Vincent (VF : Jean Roche) : Tanner
- Dominique Sanda (VF : Ginette Pigeon) : Janice
- Paul Winfield (VF : Med Hondo) : Keegan
- Jackie Earle Haley : Billy
- Kip Niven (VF : Daniel Gall) : Perry
- Robert Donner (VF : Claude Joseph) : le chef de gang au Ellen's Cafe
- Seamon Glass (VF : René Arrieu) : un homme de main du gang
- Mark L. Taylor (VF : Patrick Poivey) : Haskins

## Production

### Tournage
- Intérieurs : plateaux 21 et 22 des studios 20th Century Fox à Los Angeles.
- Extérieurs :
  - Arizona : Yuma, Titan Missile Museum à Green Valley, canyon de mine de charbon de Tuba City,
  - Californie : Los Angeles (scènes du parking), Vallée impériale (scènes dans le bunker), Palm Springs,
  - Montana : Kalispell (scènes du lac),
  - Utah : Glen Canyon (séquences après la tornade).
- Images d'archives (cachette de Billy) : cratère lunaire de Barringer.
- Le char-chenillette douze roues (Landmaster (en)) a été spécialement conçu pour le film à l'Universal City de Californie pour un coût d'environ 350 000 $[2],[3].

28 mars 2014 : déplacement du char-chenillette depuis Campbell (Californie) où il était entreposé jusqu'à un centre de maintenance situé en Californie centrale.
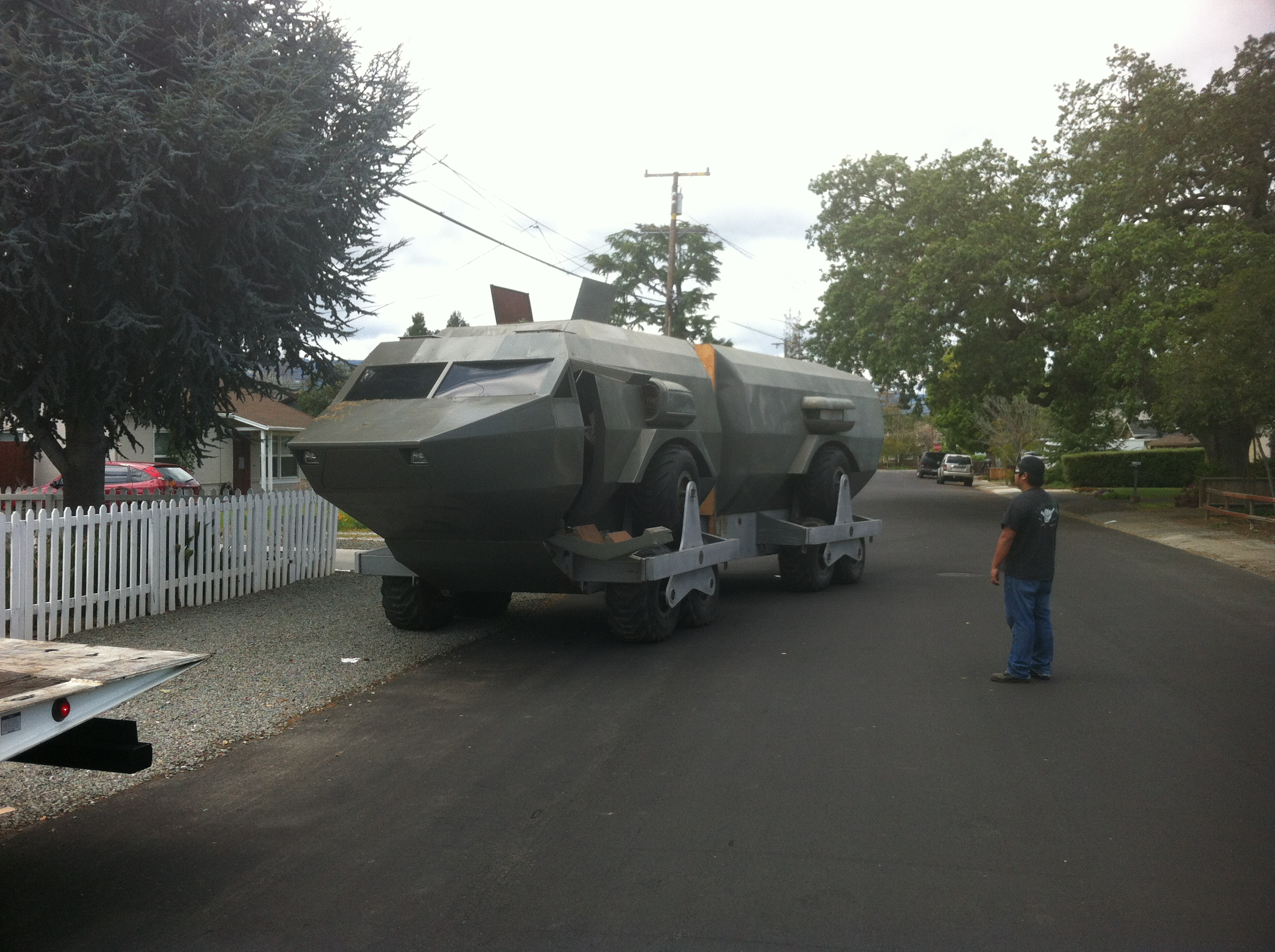
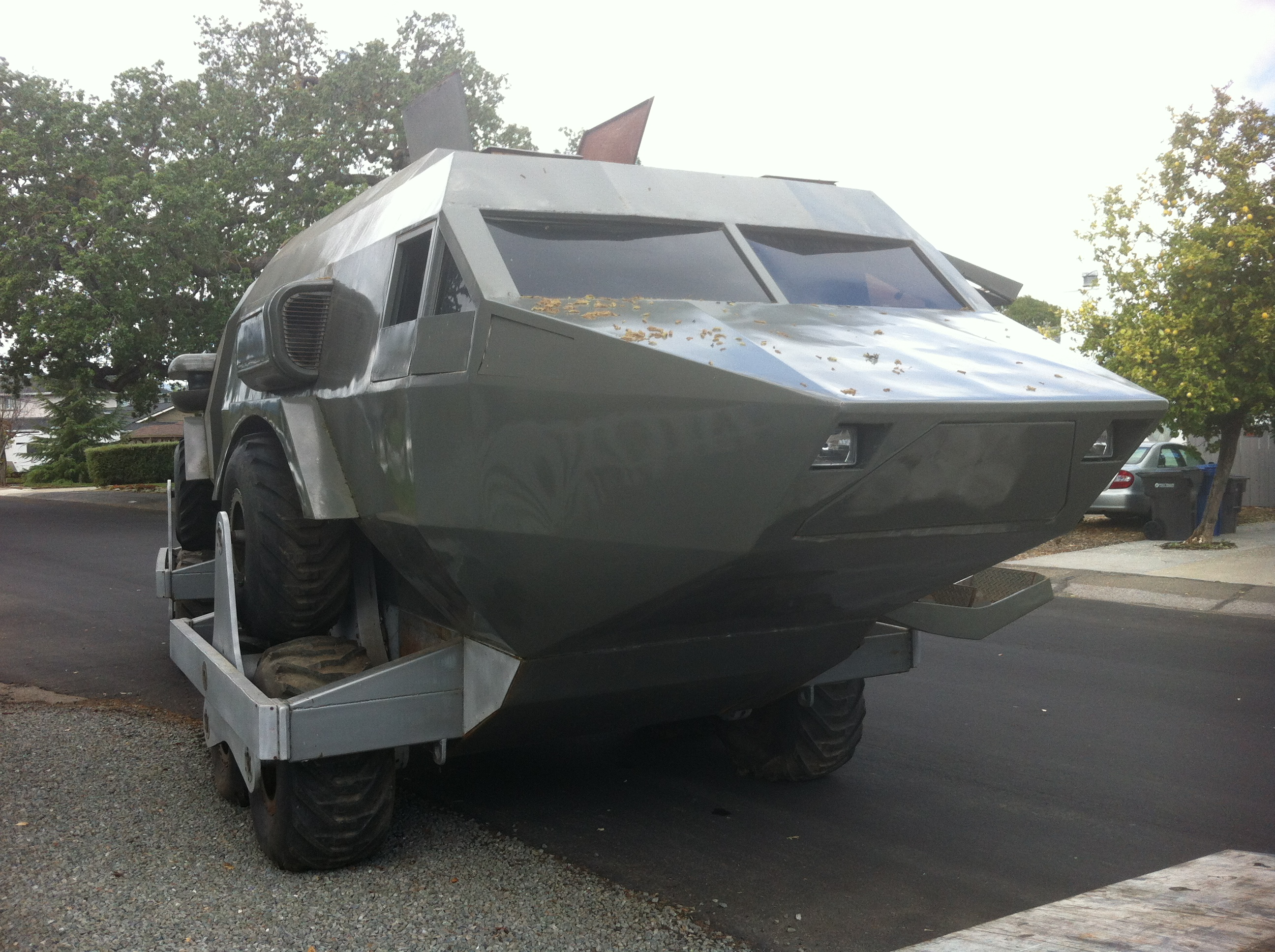
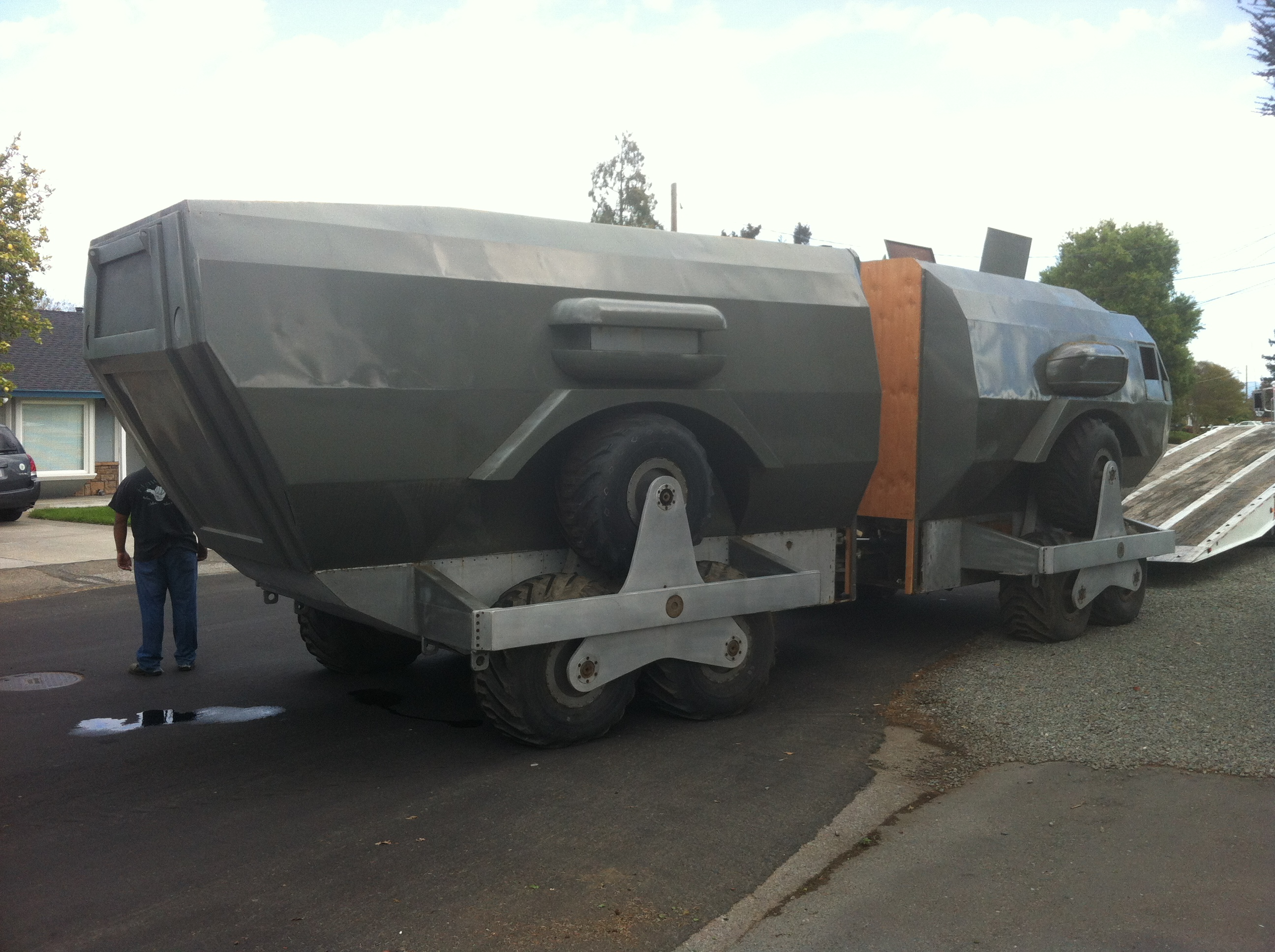
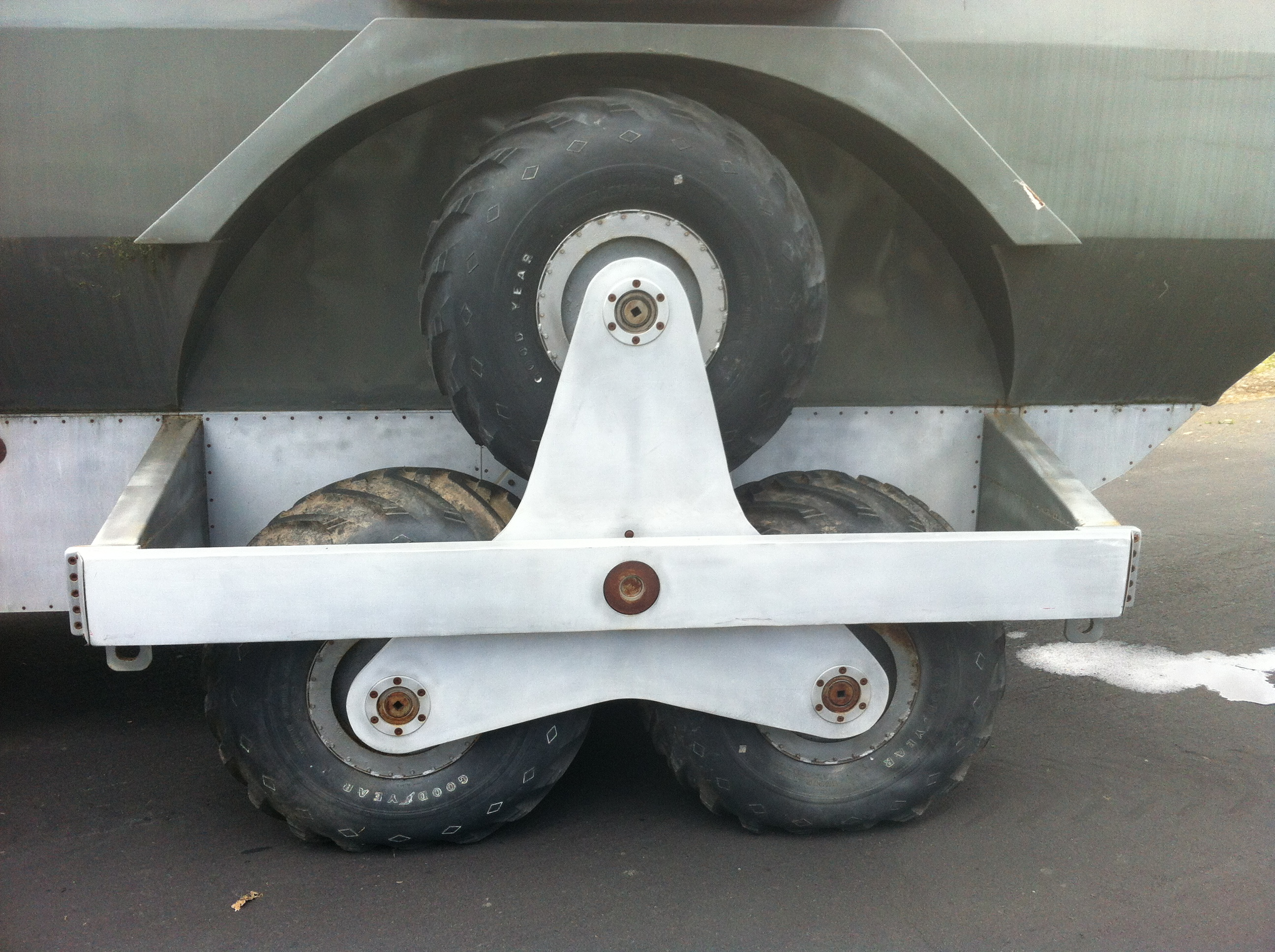
Détail du système ternaire de roues.
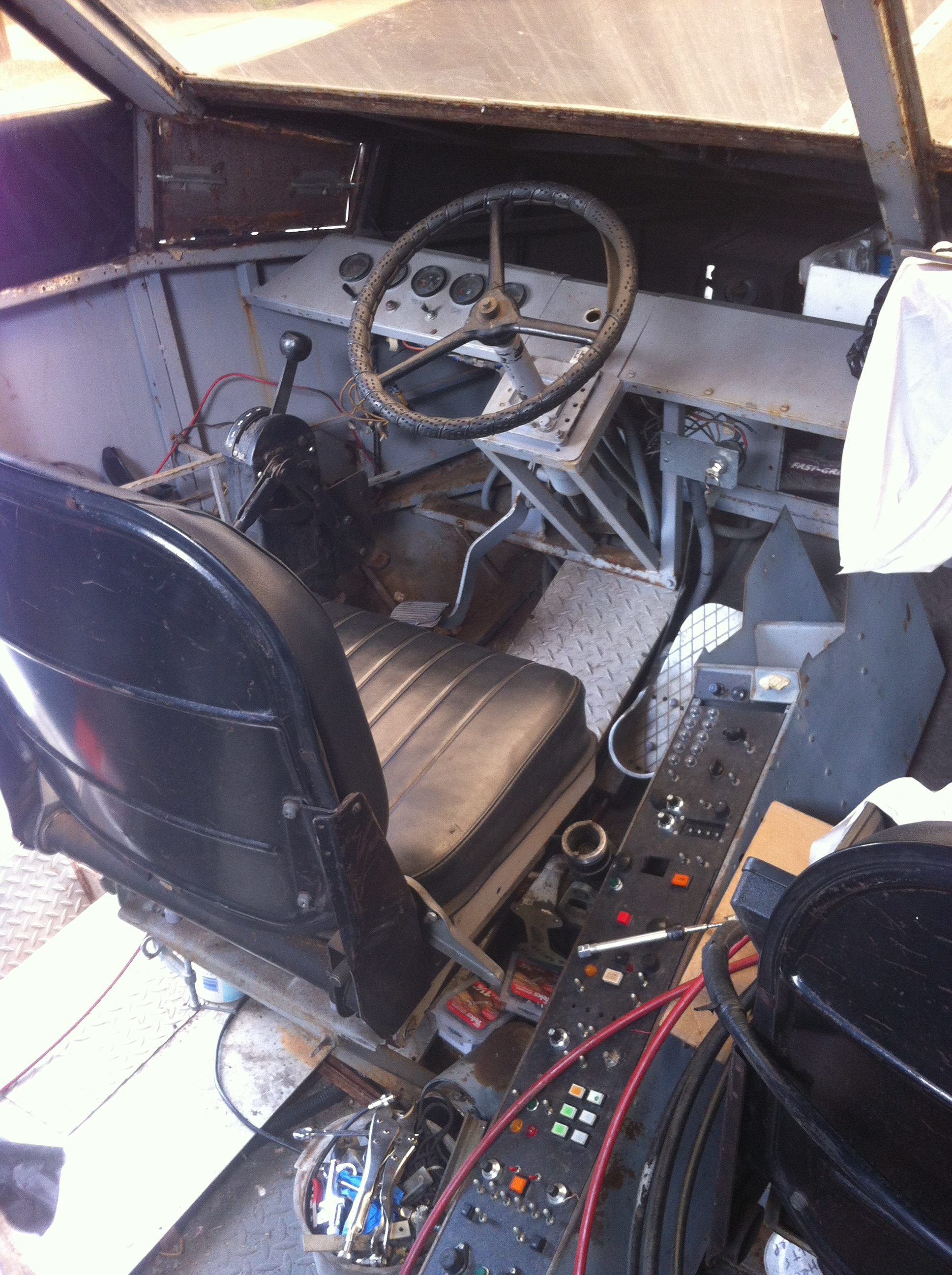
Intérieur de la cabine du conducteur.
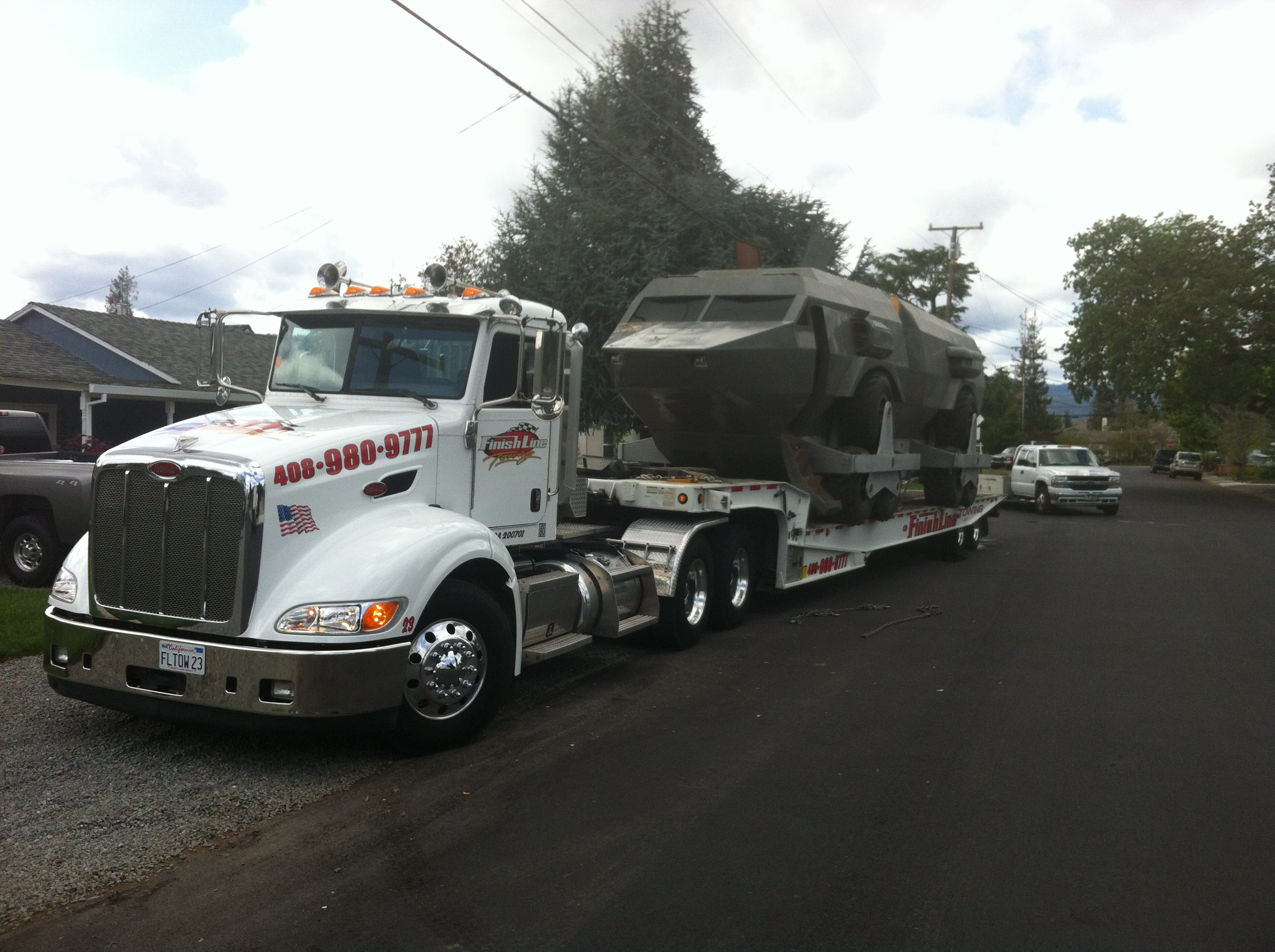
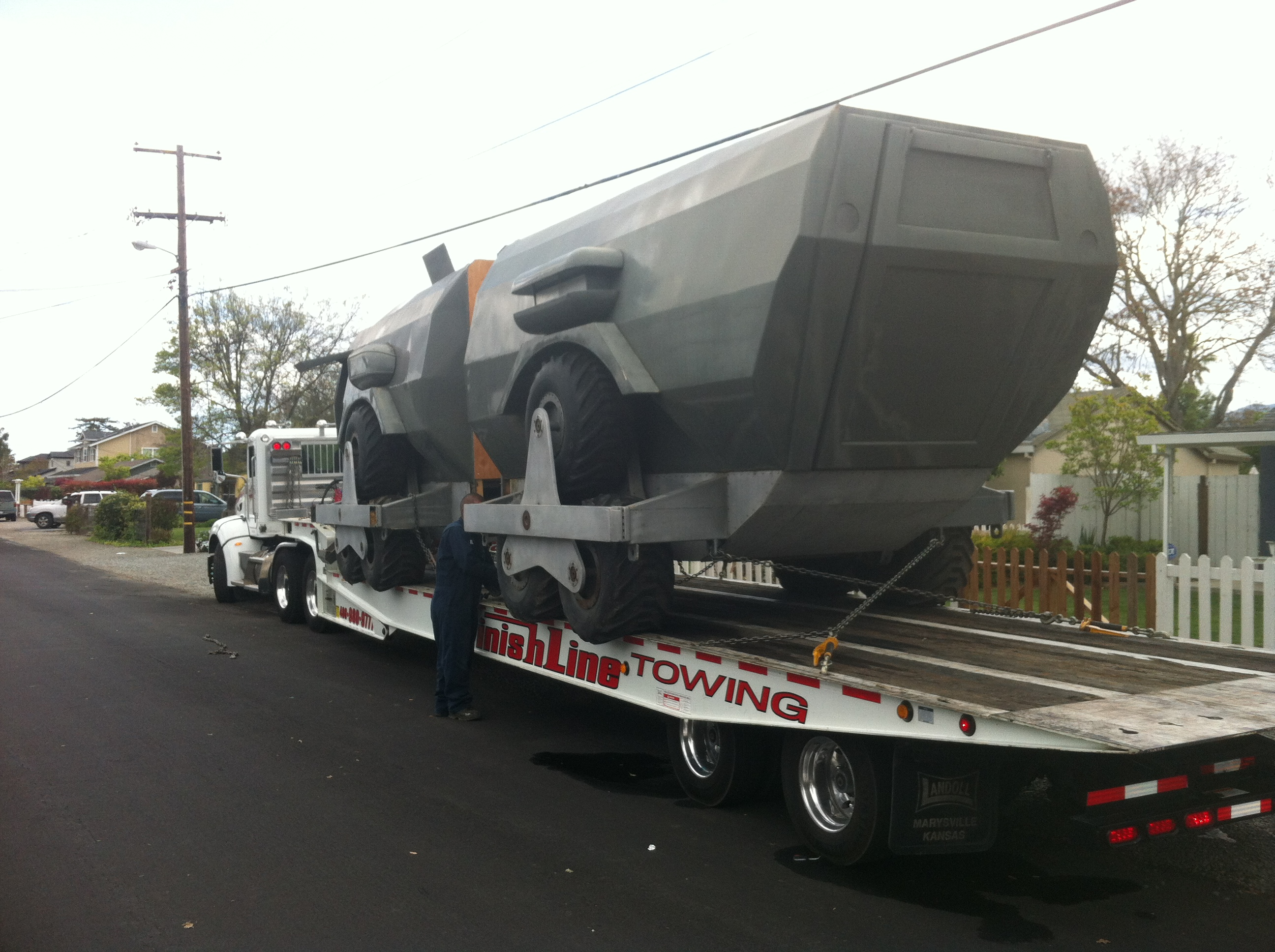

## Postérité
- Le char-chenillette (Landmaster (en)) a aussi été utilisé dans le dernier épisode de la série Les Routes du paradis (La Nuit de Noël / Merry Christmas from Grandpa).
- La région radioactive que doivent traverser les héros de l'histoire a inspiré la Terre Maudite (Cursed Earth (en)) des comics de Judge Dredd (Comics : 2000 AD no 4) ainsi que le char-chenillette utilisé par Judge Dredd dans les comics Judge Dredd: The Cursed Earth (en) (Comics : 2000 AD no 61 à 85).

## Distinction
International Film Music Critics Association 2018 : l'équipe de production musicale du nouvel enregistrement de la BO,, a été nommée pour le prix IFMCA.